# Восточные Суданские саванны
Восточные Суданские саванны — экорегион, жаркая и лесистая саванна в Центральной и Восточной Африке к югу от Сахеля. Статус сохранности экорегиона оценивается как критический.
Географически экорегион разделяется на западный и восточный блок. Западный блок простирается от юго-запада Судана и запада Южного Судана до севера Камеруна и востока Нигерии. Восточный блок простирается от востока ДР Конго до запада Эритреи и Эфиопии.
Регион малонаселён, плотность населения в среднем составляет от 1 до 5 человек на квадратный километр, хотя в некоторых местах цифра может достигать 20—30 человек на квадратный километр.

## Рельеф
Геологически регион залегает на докембрийских породах. В основном рельеф плоский и находится на высоте от 200 до 1000 м, хотя высота ещё немного возвышается на западе Эфиопии и около озера Альберт в ДР Конго.

## Климат
Климат тропический. Среднемесячные максимальные температуры колеблются от 30 °C до 33 °C, минимальные — от 18 °C до 21 °C. На юге экорегиона годовое количество осадков достигает 1000 мм, но уменьшается к северу и достигает 600 мм на границе с сахельскими саваннами. В сезон дождей с апреля по октябрь некоторые районы региона, расположенные в Чаде и ЦАР, становятся затопленными. В период засухи многие деревья теряют листья, а трава может загореться.

## Флора и фауна

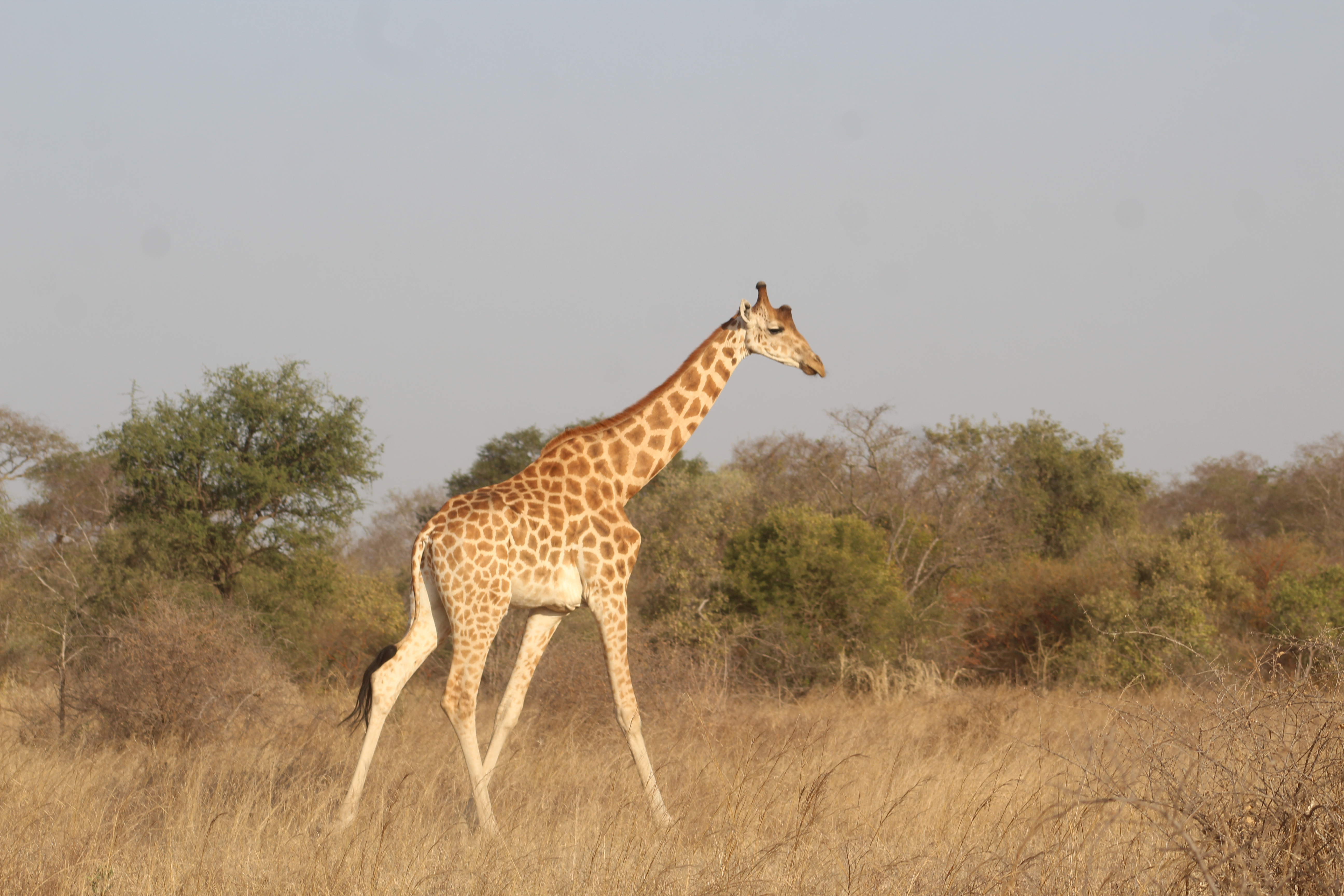
Жираф в национальном парке Закума

В экорегионе обитает большое количество эндемичных растений. Преобладающие роды — комбретум и терминалия, встречающиеся в обоих блоках региона, среди видов часто встречается слоновая трава. В западном блоке также встречаются виды Anogeissus leiocarpus и Acacia seyal. В восточном блоке встречаются Anogeissus leiocarpus, Boswellia papyrifera, Lannea schimperi и Stereospermum kunthianum, в долинах рек Эфиопии распространён Oxytenanthera abyssinica. Среди злаков встречаются роды Hyparrhenia, Cymbopogon, Echinochloa, Sorghum и Pennisetum.
Для этого экорегиона не характерен высокий уровень эндемизма фауны, среди немногочисленных строгих эндемиков здесь обитают мышь Mus goundae и два вида рептилий Malpolon moilensis и Panaspis wilsoni. Также обитают 5 эндемичных видов птиц, среди них три почти эндемичных вида: Apalis karamojae, Cossypha albicapilla и Cisticola dorsti и два строго эндемичных вида: Lagonosticta umbrinodorsalis и Ploceus spekeoides.
Среди млекопитающих, находящихся под угрозой, в экорегионе обитают гепарды, леопарды, львы, саванные слоны и гиеновидные собаки. Чёрный носорог и северный белый носорог, скорее всего, были истреблены в данном регионе.

## Состояние экорегиона
Статус региона оценивается как критический — он находится под угрозой исчезновения. В период засухи на его территории часты пожары. Несмотря на малонаселённость региона, различная деятельность человека также сильно на него повлияла. Причины включают сельскохозяйственную и пастбищную деятельность, вырубку древесины и добычу древесного угля, чрезмерный выпас скота, охоту и браконьерство, особенно развитое на политически нестабильных территориях, таких как Южный Судан.
Охраняемые территории не предоставляют особой защиты для региона и не обеспечиваются должным образом, в основном из-за политической нестабильности, гражданских беспорядков и плохой инфраструктуры. Однако за их пределами всё равно можно найти относительно нетронутую природу. Общая площадь охраняемых земель составляет более 136 000 км², что составляет около 18 % от территории экорегиона.

## Провинции, частично или полностью расположенные в экорегионе
- Демократическая Республика Конго: Итури;
- Нигерия: Адамава;
- Камерун: Адамава, Крайнесеверный регион, Северный регион;
- Кения: Западный покотский округ;
- Судан: Восточный Дарфур, Гедареф, Голубой Нил, Кассала, Сеннар, Южный Дарфур;
- Уганда: некоторые округа Северной, Восточной и Западной областей;
- Чад: Восточное Майо-Кеби, Восточный Логон, Гера, Западное Майо-Кеби, Западный Логон, Саламат, Среднее Шари, Танджиле, Хаджер-Ламис, Шари-Багирми;
- Эритрея: Гаш-Барка;
- Эфиопия: Амхара, Бенишангуль-Гумуз, Гамбела, Оромия, Регион народов юго-запада Эфиопии, Регион наций, национальностей и народов Юга, Тыграй;
- Южный Судан: Вараб, Западный Бахр-эль-Газаль, Озёрная провинция, Северный Бахр-эль-Газаль.